# Ifoundihé
Ifoundihé är en ort i Komorerna.   Den ligger i distriktet Grande Comore, i den nordvästra delen av landet, 23 km nordost om huvudstaden Moroni. Ifoundihé ligger 478 meter över havet och antalet invånare är 356. Den ligger på ön Grande Comore.
Terrängen runt Ifoundihé är varierad. Havet är nära Ifoundihé österut.  Närmaste större samhälle är Mbéni, 3,7 km norr om Ifoundihé. 